# Černá Hora
Pour les articles homonymes, voir Čierna hora et Černá Hora (district de Blansko).
Černá hora (en allemand Schwarzenberg) est une montagne de 1 298 mètres d'altitude, ainsi qu'une petite station de ski développée sur ses pentes, situées près de Janské Lázně dans la région de Hradec Králové, dans le nord de la Tchéquie.
La station de Cerna hora se présente comme disposant du deuxième meilleur domaine skiable (17,5 km de piste dont 14,5 km classés rouge) de Tchéquie — jugement d'apparence suggestive — desservi notamment par l'unique télécabine 8 places du pays. Les autres remontées mécaniques (12 au total dont 2 télésièges) font doublon mais sont de fait nécessaires pour faire face à l'afflux de vacanciers.
S'il est certes l'un des cinq plus vastes de Tchéquie et offre l'une des dénivelés les plus importantes de la région (660 mètres), le domaine demeure relativement peu varié avec ses pistes tracées artificiellement dans la forêt.
La quasi-totalité du domaine est équipée de canons à neige. Cela est à l'évidence absolument nécessaire pour faire face à l'usure accélérée du manteau neigeux causée par la surfréquentation de la station — problème partagé avec les stations voisines.
Une antenne de télécommunications a été construite au sommet en 1977.